# Johan Fredrik Carpelan

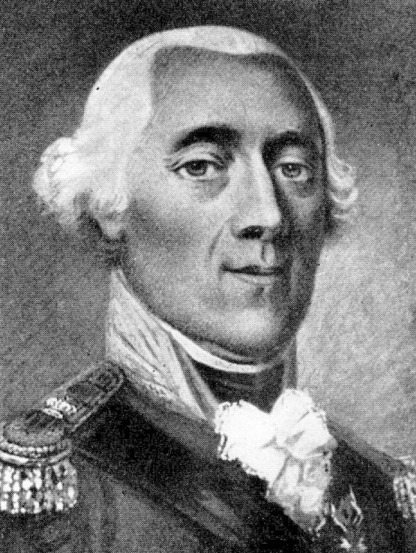
Johan Fredrik Carpelan.

Johan Fredrik Carpelan, född  14 december 1745 i Halikko socken i Egentliga Finland, död 27 december 1808 i Göteborg, var en svensk friherre, militär, ämbetsman och företagsledare. Han var brorson till Wilhelm Carpelan samt bror till Simon Wilhelm Carpelan och Carl Efraim Carpelan.

## Biografi
Johan Fredrik Carpelan, som var son till ryttmästaren Maximilian Carpelan, blev vid 14 års ålder inskriven vid Kungliga Akademien i Åbo, där han studerade "språk, vetenskaper och militärism" samt avlade examen för tillträde till rättegångsverken. År 1759 blev han volontär vid Västerbottens regemente, där han blev furir 1762, sergeant 1764 och livdrabant 1766. År 1772 fick blev han löjtnant i armén och fick transport till Åbo läns regemente året därpå. Han blev kapten i armén 1774 med transport till Österbottens regemente 1775 och till Västerbottens regemente 1776.  Där var han chef för Piteå kompani 1777–1778 och Skellefteå kompani 1778–1785. Han blev major 1779.
Åren 1776–1785 var Carpelan direktör vid Nasa silververk. Trots att han lämnat den militära banan steg han till generalmajor 1790 och generallöjtnant 1808. Hans sista ämbeten var som landshövding i Uleåborgs län 1785–1800 och i Göteborgs och Bohus län 1800–1808. 
I religiöst hänseende tillhörde Carpelan och hans hustru Magdalena Maria Noræus herrnhutismen på det sätt som den uppträdde i övre Norrland på 1760- och 1770-talen. Carpelan var kunnig inom jordbruk och utgav 1804 Några grunder för Jordbrukets och Hushållningens förbättrande uti Göteborgs och Bohus län till allmogens underrättelse. Han motarbetade även  superiet. I Göteborg bidrog han till vallraseringskontraktet, som innebar att stadens försvarsverk fick rivas. Rivningen påbörjades 1807 och pågick i cirka fem år. För denna insats mottog han en snusdosa i guld innehållande 200 dukater; för pengarna beställde han sex silverljusstakar, vilka tändes första gången på hans begravning.
Carpelan blev riddare av Svärdsorden 1779, kommendör av samma orden 1799 och kommendör med stora korset av samma orden 1802. Han utnämndes till friherre 1791. Han är avbildad på en minnesplatta av Gunvor Svensson Lundkvist och avtäckt 1996 i Göteborg längs promenadvägen mellan Basarbron och Kungsportsbron. Carpelan blev sjukledig i november 1807 och avled nästan två månader senare samt begravdes 5 januari 1809 på Mariebergs begravningsplats i Majorna.